# Clarias longior
Clarias longior är en fiskart som beskrevs av Boulenger, 1907. Clarias longior ingår i släktet Clarias och familjen Clariidae. IUCN kategoriserar arten globalt som livskraftig. Inga underarter finns listade i Catalogue of Life.